# 蓬德比莱基梅尔
蓬德比莱基梅尔（法語：Pont-de-Buis-lès-Quimerch，法語發音：[pɔ̃ də bɥi lɛ kimɛʁ]）是法国菲尼斯泰尔省的一个市镇，位于该省西部，属于沙托兰区。

## 地理
蓬德比莱基梅尔（48°15'16"N, 4°5'24"W）面积41.39 平方千米，位于法国布列塔尼大區菲尼斯泰尔省，该省份为法国最西部的省份，位于布列塔尼半岛西部，北西南三面环大西洋，东临阿摩尔滨海省和莫尔比昂省。
与蓬德比莱基梅尔接壤的市镇（或旧市镇、城区）包括：昂韦克、迪内欧勒、勒福、洛佩雷克、罗斯诺恩、圣塞加勒。

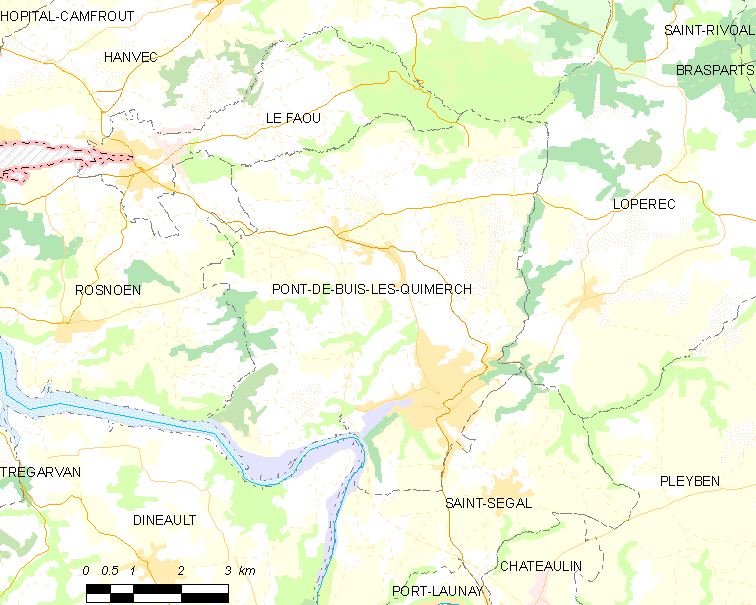
蓬德比莱基梅尔的OSM定位图

蓬德比莱基梅尔的时区为UTC+01:00、UTC+02:00（夏令时）。

## 行政
蓬德比莱基梅尔的邮政编码为29590，INSEE市镇编码为29302。

## 政治
蓬德比莱基梅尔所属的省级选区为蓬德比莱基梅尔县。

## 人口

1962-2008年间蓬德比莱基梅尔人口变化图示

蓬德比莱基梅尔于2022年1月1日时的人口数量为3571人。